# 종이나라
종이나라는 대한민국의 문구류 제조 업체다.

## 자회사
- 재단법인 종이문화재단
- 종이나라박물관
- 도서출판 종이나라
- 조이쌤